# Carne di capra

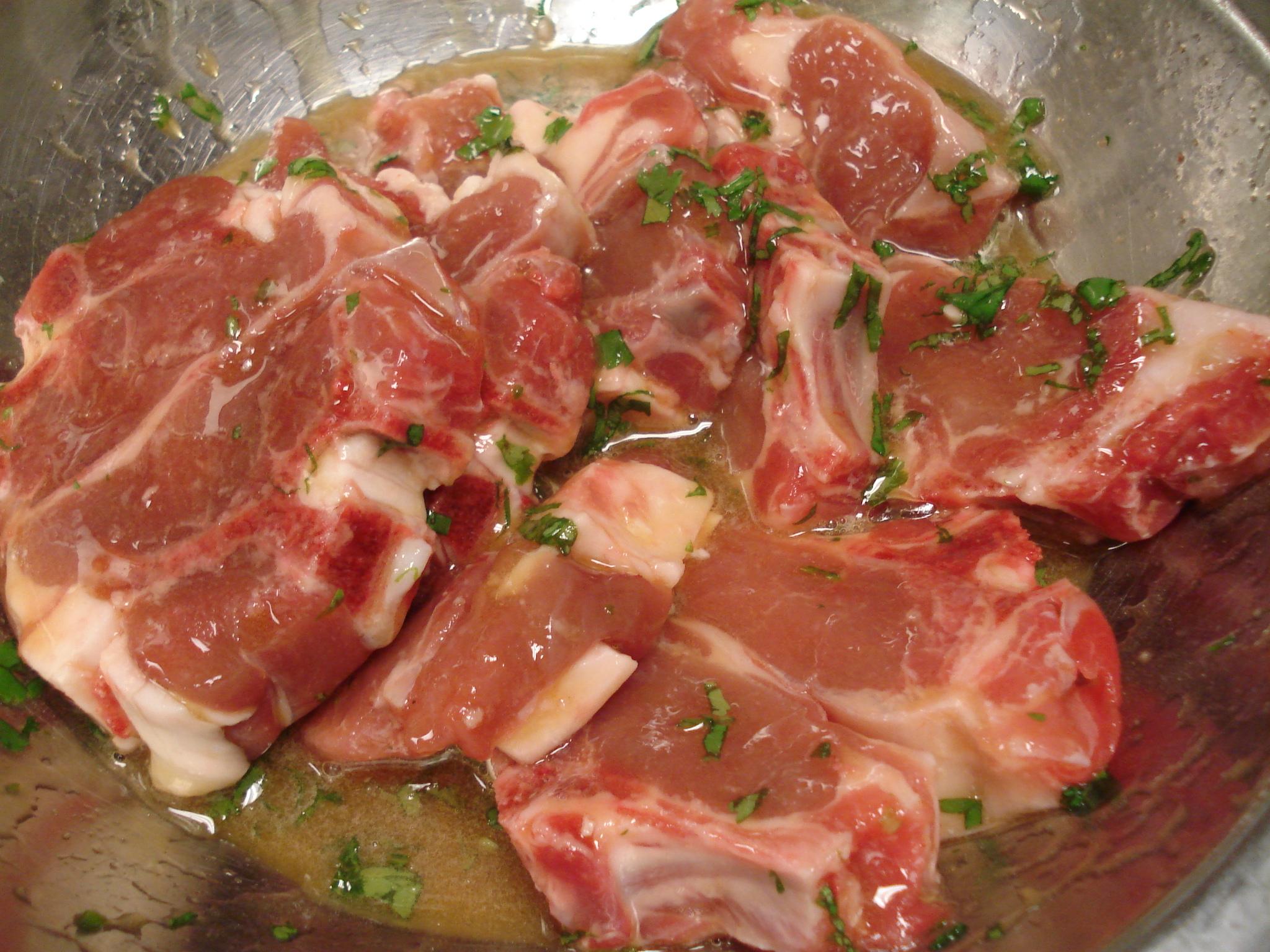
Marinatura di carne di capra

La carne di capra è la carne della capra domestica o selvatica.

## Denominazione
L'animale adulto viene detto chevon o mutton in inglese, mentre il capretto è detto chevreau o cabri in francese, kid in inglese, Zicklein o Böcklein in tedesco, cabrito in spagnolo.

## Produzione e consumo
Rispetto alle altre carni rosse, la carne di capra deve essere cotta più a lungo e a temperature più basse; poco considerata nei paesi occidentali, è molto apprezzata invece in Medio Oriente, Asia meridionale, Africa, Brasile nord-orientale e nell'area caraibica.
In Calabria e in Basilicata, nel periodo natalizio e pasquale, è abitudine cucinare capretto e non agnello.

## Caratteristiche

### Sapore
La carne di capra ha un sapore piuttosto simile alla carne d'agnello, al punto che alcuni paesi asiatici usano un'unica parola per descriverle entrambe; tuttavia, a seconda dell'età e delle condizioni dell'animale prima della macellazione, la carne può assumere tonalità simili alla selvaggina.

### Proprietà nutritive
Dal punto di vista nutrizionale, la carne di capra è ricercata per il suo basso contenuto lipidico; in generale, è meno grassa delle altre tipologie di carne, dato che le capre non hanno depositi di grasso intramuscolari. Sotto tale aspetto, la carne caprina è paragonabile a quella di pollo.
Nelle carcasse, infatti, la percentuale di tessuto magro è pari al 60-65%, mentre quella di tessuto grasso si aggira attorno al 12-14%, decisamente inferiore rispetto a quella che si riscontra in altre carni rosse.

## Proprietà merceologiche
Oltre alla componente muscolare, altre parti commestibili della capra sono il cervello, il fegato e, nei capretti, alcuni tratti dell'intestino. La testa e le zampe, ripulite ed affumicate, vengono usate per preparare zuppe.

## Specialità

### Violino di capra
In Lombardia tra i prodotti agroalimentari tradizionali è ricompreso il violino di capra: cosce e spalle conservate mediante salatura a umido, affumicatura ed essiccazione.

### Capra e fagioli
La capra e fagioli è un saporito stufato tipico della cucina dell'estremo ponente ligure.

### Ricette a base di carne di pecora o di capra
Alcune ricette prevedono la possibilità di usare tanto la carne di pecora che quella di capra, per esempio l'aneloto, una preparazione abruzzese di interiora di agnello o capretto, o la mucisca molisana, carne di pecora o capra salata essiccata al sole e condita con erbe aglio e peperoncino.